# Thore Arnryd
Thore Arnryd född Tore Adolf Andersson (senare Arnryd) 8 mars 1920 i Västervik Kalmar län död 4 mars 1971 i Farsta, svensk musiklärare, kompositör, sångtextförfattare, musiker (piano).